# Albert Betz
Pour les articles homonymes, voir Betz.
Albert Betz (25 décembre 1885 à Schweinfurt - 16 avril 1968 à Göttingen) est un physicien allemand, pionnier des technologies éoliennes.

## Biographie
Il obtient en 1910 son diplôme d'ingénieur naval de l'université technique de Berlin (Technische Hochschule Berlin).
En 1911, Betz devient chercheur au laboratoire d'aérodynamique de l'université de Göttingen, où il obtient en 1919 son doctorat pour des travaux sur « la minimisation des pertes d'énergie des hélices de propulsion des bateaux ».
Il publie en 1920 l'article Das Maximum der theoretisch möglichen Ausnutzung des Windes durch Windmotoren (« Maximisation de l'exploitation potentielle théorique du vent dans les moteurs à vent »).
La formule de Betz démontre qu'indépendamment du modèle de turbine, seuls 16/27e (environ 59 %) de l'énergie cinétique du vent peuvent être transformés en énergie mécanique. Son livre Wind-Energie und ihre Ausnutzung durch Windmühlen (« L'énergie éolienne et son exploitation dans les moulins à vent »), publié en 1926, donne un bon aperçu de la connaissance de l'énergie et des turbines éoliennes à cette époque.
En 1926, il est nommé professeur à Göttingen, et de 1936 à 1956 il succède à Ludwig Prandtl à la tête du laboratoire d'aérodynamique de Göttingen. De 1947 à 1956 il mène des recherches en hydrodynamique à l'Institut Max-Planck.
En 1965, l'Académie ouest-allemande des sciences lui décerne la médaille Carl Friedrich Gauss.

## Sources
- (de) Cet article est partiellement ou en totalité issu de l’article de Wikipédia en allemand intitulé « Albert Betz » (voir la liste des auteurs).

- (en) Cet article est partiellement ou en totalité issu de l’article de Wikipédia en anglais intitulé « Albert Betz » (voir la liste des auteurs).